# Burcard d'Aoste
Pour les articles homonymes, voir Burcard.
Burcard dit d'Aoste ou de Savoie, surnommé « le Superbe », mort le 10 juin 1046, est un prélat de la fin du Xe siècle et début du XIe siècle, qui a été prévôt et abbé de Saint-Maurice d'Agaune (982-1000), sous le nom de Bourcard II, puis évêque d'Aoste (1025-1032), et archevêque de Lyon (1033-1034), sous le nom de Burchard III. Il appartient très probablement à la dynastie des Humbertiens.

## Biographie

### Origines
Burcard, ou Bouchard ou Buckard ou encore Burchard, semble très probablement l'un des fils d'Humbert, comte de Maurienne et comte d'Aoste, et de son épouse Ancilla ou Auxilia, peut être originaire d'Aoste et qui serait ainsi la sœur d'Anselme évêque d'Aoste de 994 à 1025,,,. Il est également dit neveu de Burchard II de Lyon,.
Il a pour frère aîné, Amédée, qui succèdera à leur père et Aimo, qui deviendra abbé de Saint-Maurice, puis évêque de Sion.

### Épiscopat
En 1026, il devient Prévôt de l'abbaye de Saint-Maurice (Valais), succédant ainsi à Bourcard (I) et d'Anselme (I), avant d'en devenir abbé, après le 22 juin 1030/1031,.
Burcard porte le titre d'évêque (mais le lieu indéterminé) dès 1022. Il s'agit d'un acte de donation, d'avril 1022, de l'évêques de Langres, Lambert, à son père le comte Humbert, et son frère Amédée (Régeste genevois donne le 8 et le Regeste dauphinois le 9, puis le 10 mars 1026. Il intervient conjointement avec son père dans la gestion de la Vallée d'Aoste dès le 8 avril 1022 peut-être comme coadjuteur avant d'assurer la succession de son oncle maternel comme évêque d'Aoste en 1025,.
Bucard est transféré en 1032 sur le siège archiépiscopal de Lyon ce qui démontre l'affirmation de la puissance régionale de sa famille,. À l'occasion de cette prise de pouvoir, la famille d'Aoste rencontre l'opposition de la famille du Forez en la personne de Géraud, qui cherche à faire installer son fils mineur Artaud sur le trône épiscopal.
Selon le chroniqueur Raoul Glaber qui spécifie bien qu'il est bien le neveu de son prédécesseur Burchard II de Lyon sur le siège de Lyon, il prend le parti, avec Gérold II de Genève de Eudes II de Blois, dans le conflit de succession du roi, qui s'oppose à son oncle l'empereur du Saint-Empire Conrad II, dit Le Salique, duc de Franconie. Ils sont défaits en 1034 par son père, Humbert, qui dirige une armée de l'empereur. Il est capturé et chassé de Lyon par les troupes impériales.

### Fin de carrière et mort
Libéré en 1039 par Henri III à condition qu'il se retire dans l'abbaye territoriale de Saint-Maurice, il en devient « Agannensis abbatia Abbas ».
La date de sa mort nous est connue dans le nécrologue de la primatiale Saint-Jean de Lyon relève sa mort le 10 juin 1046,,.